# Mokāberī
Mokāberī (persiska: مكابری) är en ort i Iran.   Den ligger i provinsen Bushehr, i den centrala delen av landet, 700 km söder om huvudstaden Teheran. Mokāberī ligger 13 meter över havet och antalet invånare är 146.
Terrängen runt Mokāberī är mycket platt. Runt Mokāberī är det ganska tätbefolkat, med 222 invånare per kvadratkilometer. Närmaste större samhälle är Bonār-e Āb-e Shīrīn, 16,9 km öster om Mokāberī. Trakten runt Mokāberī är ofruktbar med lite eller ingen växtlighet.